# Йоахим (Хоенцолерн)
Йоахим фон Хоенцолерн (на немски: Joachim von Hohenzollern; * 1485/1486; † 2 февруари 1538 в Хехинген) от швабската линия на Хоенцолерните е граф на Хоенцолерн.
Той е вторият син на Айтел Фридрих II фон Хоенцолерн († 1512), граф на Хайгерлох, и принцеса Магдалена фон Бранденбург († 1496), дъщеря на маркграф Фридрих III фон Бранденбург. Баща му е голям приятел с император Максимилиан I фон Хабсбург. Брат е на Франц Волфганг (1483/84 – 1517), граф на Хайгерлох, и на Айтел Фридрих III (1494 – 1525), граф на Хоенцолерн.
Той умира на 2 февруари 1538 г. в Хехинген и е погребан там.

## Фамилия
През 1513 г. Йоахим се жени за Анастасия фон Щофелн (* ок. 1490; † 16 ноември 1530), дъщеря на фрайхер Фридрих фон Щофелн. Те имат един син:
- Йобст Николаус II (1514 – 1558), женен за Анна фон Цимерн-Вилденщайн (1513 – 1570), нямат деца.